# Принцесса подворотен
«Принцесса подворотен» (англ. Back Alley Princess, иер. трад. 馬路小英雄, упр. 马路小英雄, кант.-рус.: Ма лоу сиу ин хун, палл.: Ма лу сяо ин сюн) — гонконгский фильм 1973 года режиссёра и сценариста Ло Вэя. В главных ролях выступили Шангуань Линфэн и Сэмюэл Хёй.

## Сюжет
Чили и Актёр — двое бездомных бродяг, ввязывающихся в различные приключения. Однажды на городской площади они помогают группе уличных исполнителей, главой которой является Цзян, привлечь толпу. Позже двое присоединяются к группе Цзяна, живут с ней в трущобах и часто помогают своим соседям. Несмотря на то, что двое попались полиции на карманной краже, адвокат Филип Тэн спасает их от ареста. Затем он привозит Чили к себе домой, надеясь дать ему совершенно новую жизнь. Между тем, в трущобах происходит ряд событий. Столкнувшись с триадой, живущие там люди объединяются, чтобы бороться с ней. В конечном итоге они достигают своей цели, а Чили раскрывает свою личность, признавшись, что является девушкой.

## В ролях
| Актёр           | Роль                   |
| --------------- | ---------------------- |
| Шангуань Линфэн | Чили                   |
| Сэмюэл Хёй      | Актёр                  |
| Мао Ин          | Цзян Лин               |
| Картер Вон      | Тан Дэмин              |
| Цзян Фань       | Лили Ван               |
| Тянь Фэн        | Цзян Бэйхай            |
| Лю Юн           | адвокат Филип Дэн Силе |
| Ли Куань        | дядя Кунь              |
| Хань Инцзе      | босс Чжу               |
| Ван Лай         | тётя Ван               |
| У Цзясян        | У Баньсянь             |
| Хуан Цзунсюнь   | Ню Мовань              |
| Фэн И           | убийца                 |
| Ло Вэй          | пассажир трамвая       |
| Кам Сань        | Сяоцзинь               |
| Чжан Ди         | автоинспектор          |
| Хелен Ма        | Хелен Ма               |
| Ник Лам         | мистер Линь            |

## Награды
11-й Тайбэйский кинофестиваль Golden Horse (1973) — премия в следующей категории:
- Лучшая женская роль — Шангуань Линфэн